# الشريب بزة (مسلسل)
الشريب بزة، مسلسل تلفزيوني كويتي أنتج وعرض عام 2002. كتبته حياة الفهد وأخرجه جابر ناصر آل رحمة.

## قصة المسلسل
تدور أحداث العمل في إطار كوميدي حول عائلة بزة التي تنتمي للطبقة الفقيرة ويضرب معها الحظ لتنتقل لبيت أبو خالد للعمل كخادمة لأسرته، ولكن بفطنة وذكاء بزة جعلت أبو خالد يعشقها ويتزوجها وتبدأ هي بمخططاتها حتى تحصل على ممتلكات أبو خالد.

## الممثلين والشخصيات
| الممثل              | الشخصية                      |
| ------------------- | ---------------------------- |
| حياة الفهد          | بزة، زوجة أبو خالد الثالثة   |
| خالد النفيسي        | أبو خالد                     |
| خالد العبيد         | خلف شقيق بزة                 |
| علي المفيدي         | أبوعلي                       |
| منى شداد            | هدية، أبنة بزة               |
| منى عبد المجيد      | شنينة زوجة خلف شقيق بزة      |
| زهرة الخرجي         | أم حمد، خالة أبناء بو خالد   |
| عبد الإمام عبد الله | أبو حمد                      |
| نادية كرم           | خديجة، زوجة أبو خالد الثانية |
| محمد الشعيبي        | خالد                         |
| أمل عباس            | سعدية صديقة بزة              |
| أحمد السلمان        | فلاح، راعي الغنم             |

## روابط خارجية
- الشريب بزة على موقع IMDb (الإنجليزية)
- الشريب بزة على موقع قاعدة بيانات الأفلام العربية
- الشريب بزة على موقع قاعدة بيانات الفيلم (الإنجليزية)